# Alternative Tentacles
Alternative Tentacles é uma gravadora independente fundada em 1979 em São Francisco, Califórnia. Foi usado por Dead Kennedys para o single de produção própria "California Über Alles". Depois de perceber o potencial de um selo independente, eles lançaram discos para outras bandas também. O guitarrista do Dead Kennedys,  East Bay Ray, e o vocalista Jello Biafra formaram o Alternative Tentacles, mas Biafra se tornou o único proprietário em meados da década de 1980. A Alternative Tentacles não possui mais os direitos das gravações de Dead Kennedys após um processo de 2000.

## História
A Alternative Tentacles posteriormente lançou discos de outras bandas da cena alternativa/punk, incluindo o lançamento de discos (que mais tarde foram lançados por outras gravadoras) de bandas como The Dicks, 7 Seconds e Butthole Surfers. Em 1981, Alternative Tentacles lançou a compilação Let Them Eat Jellybeans!
Algumas das bandas mais conhecidas que lançaram álbuns pela Alternative Tentacles são Dead Kennedys, NoMeansNo, DOA e Alice Donut.
Além de atos musicais, Alternative Tentacles também publica álbuns de recitação, muitos do próprio Jello Biafra. Outro tema comum dos discos do Alternative Tentacles ao longo dos anos tem sido a arte de Winston Smith, que apareceu em muitos de seus discos, catálogos, pôsteres e camisetas. Smith também desenhou o logotipo Alternative Tentacles.
Em abril de 2019, a Kerrang publicou um longa-metragem chamado "An Oral History of Alternative Tentacles". Nesse artigo havia citações sobre a postura política moderna da gravadora:

"Alternative Tentacles tem uma longa história de fazer declarações políticas. Duas de suas camisetas mais vendidas desde a eleição de 2016 nos Estados Unidos são os designs 'Nazi Trumps Fuck Off' e 'Trump Hates Me'. Sentimentos anti-Trump também foram expressos no podcast AT Batcast. Portanto, foi uma surpresa para a equipe descobrir que existem apoiadores de Trump que também são fãs de AT. “Eles acham que Trump é punk”, suspira Chris. “Ele é o fator caos, então eles o veem como alguém que está fodendo com o governo. É incrível para mim que as pessoas estejam surpresas que Jello seja anti-Trump. Tipo, onde você esteve?”
E faz uma acrescentação:

Este rótulo questionou todos os presidentes – incluindo Obama – desde 1979”, acrescenta Dominic, “e continuaremos a fazê-lo. Apoiamos o questionamento de tudo, somos feministas, gostamos de desafiar as normas e não temos medo de tomar partido. Vou repetir: se você apoia Trump, foda-se. Que agitar as coisas que você tanto ama está destruindo a vida das pessoas.”
Em março de 2020, o Bandcamp publicou um recurso em seu site intitulado "The Lesser-Known Classics of Alternative Tentacles Records" como parte de sua série de perfis de gravadoras.

## Filial do Reino Unido
No início dos anos 1980, Alternative Tentacles abriu um escritório no Reino Unido (eventualmente estabelecendo-se em 64 Mountgrove Road em Londres) para lançar edições especiais de discos punk americanos que não estavam disponíveis na Europa, muitos dos quais licenciados por outras gravadoras independentes dos Estados Unidos. Entre eles estavam os lançamentos dos grupos Black Flag e Hüsker Dü da SST Records, a compilação Flex Your Head da Dischord Records e um EP de faixas do álbum homônimo de Bad Brains de 1982, bem como impressões no Reino Unido de todos os lançamentos do American Dead Kennedys. Foi também um centro de distribuição da Elemental Records.

## Problema Legais
Em 1985, os promotores de Los Angeles acusaram Biafra de "distribuir matéria prejudicial a menores" pela arte contida no álbum Frankenchrist do Dead Kennedys. A obra de arte era uma reprodução de pôster da pintura "Work 219: Landscape XX", também conhecida como "Penis Landscape" (Paisagem do pênis) de H.R. Giger. O caso terminou em um júri empatado e as acusações não foram reapresentadas. Biafra apresentou um relato detalhado do julgamento em seu segundo álbum falado, High Priest of Harmful Matter − Tales from the Trial.
No início de 2000, a gravadora e Biafra foram citados em um processo movido por seus ex-companheiros de banda do Dead Kennedys. O processo alegou que Biafra não pagou aos membros da banda uma década de royalties sobre os álbuns da banda, totalizando cerca de $ 76.000. Todos os lados concordaram que o pagamento inicial a menor dos royalties foi devido a um erro contábil. No entanto, o júri finalmente decidiu que Alternative Tentacles e Biafra eram "culpados de malícia, opressão e fraude" por não informar prontamente seus ex-companheiros de banda sobre o assunto e, em vez disso, reter as informações durante as discussões subsequentes e negociações contratuais. Os outros membros do Dead Kennedys só souberam do pagamento a menor dos royalties por um denunciante da gravadora. Um recurso de 2003 confirmou o veredicto e a sentença contra Biafra e a gravadora de $ 200.000 em compensação e danos punitivos . O resultado do caso viu os direitos dos álbuns do Dead Kennedys entregues aos outros membros da banda, que os licenciaram para a Manifesto Records nos Estados Unidos (e para outras gravadoras no resto do mundo). Os álbuns do Dead Kennedy representaram cerca de metade de todas as vendas da Alternative Tentacles, levando a incerteza financeira para a gravadora.
Em outubro de 2002, a gravadora mudou-se para Emeryville, Califórnia.

## Artistas

### Artistas Atuais[9]
- ArnoCorps
- The Bellrays
- Citizen Fish
- Cross Stitched Eyes
- The Darts
- Dash Rip Rock
- Dead Ending
- Death Hymn Number 9
- Disaster Strikes
- eX-Girl
- Feral Ohms
- itchy-O
- Jello Biafra
- Jello Biafra and the Guantanamo School of Medicine
- Jucifer
- Leftöver Crack
- Legendary Shack Shakers
- Nardwuar the Human Serviette
- Pansy Division
- Pins of Light
- The Silver Machine
- Skarp
- Spindrift
- Subhumans
- Tsunami Bomb
- Turn Me on Dead Man
- Unsane
- Victim's Family
- Witch Hunt
- The World/Inferno Friendship Society

### Ex-artistas[9]
- 7 Seconds
- Akimbo
- Alice Donut
- Amebix
- Bad Brains
- Beatnigs
- Black Flag
- Black Kali Ma
- BlöödHag
- Blowfly
- BGK
- Brujeria
- Brutal Juice
- Burning Image
- Buzzkill
- Butthole Surfers
- The Causey Way
- Chill Eb
- Christian
- Christian Lunch
- Comets on Fire
- Creeps On Candy
- Crucifucks
- Dead Kennedys
- The Dicks
- D.O.A.
- Doc Corbin Dart
- Dog Faced Hermans
- The Dot Wiggin Band
- Duh
- East Bay Ray
- Eat
- Eugene Chadbourne
- Evan Johns and The H-Bombs
- The Evaporators
- eX-Girl
- F-Minus
- Facepuller
- False Prophets
- The Fartz
- The Flaming Stars
- Fleshies
- Flipper
- Free Beer
- Galloping Coroners (Vágtázó Halottkémek)
- Geza X
- God Bullies
- Grong Grong
- Grotus
- Half Japanese
- Howard Zinn
- Hack
- The Hanson Brothers
- Hissanol
- Husker Du
- Jarboe
- Jungle Studs
- Kepone
- Klaus Flouride
- Lard
- Les Thugs
- Life After Life
- Logical Nonsense
- The Looters
- Los Gusanos
- Ludicra
- Mat Callahan
- MDC
- Melvins
- M.I.A.
- Michael Gira
- Mischief Brew
- Mojo Nixon
- Molotov Cocktail
- Nausea
- Neurosis
- Noam Chomsky
- Nomeansno
- No WTO Combo
- Pachinko
- Part Time Christians
- D.H. Peligro
- Pitchshifter
- Porch
- Ratos de Porão
- TARANTELLA
- The Phantom Limbs
- Radiopuhelimet
- Saturn's Flea Collar
- Sibling Rivalry
- The Skatenigs
- Skrapyard
- Slim Cessna's Auto Club
- SNFU
- Star Fucking Hipsters
- Stickdog
- Teddy & the Frat Girls[10]
- Thrall Toxic Reasons
- Tragic Mulatto
- Triclops!
- Tribe 8
- Tumor Circus
- T.S.O.L.
- Ultra Bide
- VHK
- Voice Farm
- Ward Churchill
- Wesley Willis

## Discografia

### Lista de Lançamentos

#### Discografia dos Estados Unidos
| N.    | Ano  | Artista                                                  | Título                                                                                   | Formato    |
| ----- | ---- | -------------------------------------------------------- | ---------------------------------------------------------------------------------------- | ---------- |
| 95-41 | 1979 | Dead Kennedys                                            | "California Über Alles"/"The Man with the Dogs"                                          | 7"         |
| 1     | 1980 | Dead Kennedys                                            | Fresh Fruit for Rotting Vegetables                                                       | LP         |
| 2     | 1981 | Dead Kennedys                                            | Too Drunk to Fuck                                                                        | 7"         |
| 3     | 1981 | The Witch Trials                                         | The Witch Trials                                                                         | LP         |
| 4     | 1981 | Compilação                                               | Let Them Eat Jellybeans!                                                                 | LP         |
| 5     | 1981 | Dead Kennedys                                            | In God We Trust, Inc.                                                                    | LP         |
| 6     | 1981 | Dead Kennedys                                            | Nazi Punks Fuck Off                                                                      | 7"         |
| 7     | 1981 | D.O.A.                                                   | "Positively D.O.A."                                                                      | 7"         |
| 08    | 1981 | Flipper                                                  | "Ha Ha Ha"                                                                               | 7"         |
| 9     | 1981 | Black Flag                                               | Six Pack                                                                                 | 7"         |
| 10    | 1982 | T.S.O.L.                                                 | Weathered Statues                                                                        | 7"         |
| 11    | 1982 | Christian Lunch                                          | "Bites From Bait"                                                                        | 7"         |
| 12    | 1982 | Klaus Flouride                                           | "Shortnin Bread"                                                                         | 12"        |
| 13    | 1982 | Bad Brains                                               | Bad Brains                                                                               | EP         |
| 14    | 1982 | Compilação                                               | Not So Quiet on the Western Front                                                        | LP         |
| 15    | 1982 | 7 Seconds                                                | "Skins, Brains and Guts"                                                                 | 7"         |
| 16    | 1982 | Voice Farm                                               | "Double Garage"                                                                          | 7"         |
| 17    | 1982 | The Fartz                                                | World Full of Hate...                                                                    | EP         |
| 18    |      |                                                          |                                                                                          |            |
| 19    | 1984 | Teddy & the Frat Girls                                   | I Wanna Be A Man                                                                         | EP         |
| 20    | 1981 | Geza X                                                   | We Need More Power!!                                                                     | EP         |
| 21    | 1982 | The Fartz                                                | Because This Fuckin' World Stinks...                                                     | EP         |
| 22    | 1983 | Compilação                                               | Flex Your Head                                                                           | LP         |
| 23    | 1982 | Dead Kennedys                                            | "Bleed for Me"                                                                           | 7", 12"    |
| 24    | 1982 | D.O.A.                                                   | War on 45                                                                                | EP         |
| 25    | 1982 | Hüsker Dü                                                | Land Speed Record                                                                        | LP         |
| 26    | 1982 | MDC                                                      | Millions of Dead Cops                                                                    | LP         |
| 27    | 1982 | Dead Kennedys                                            | Plastic Surgery Disasters                                                                | CS, LP     |
| 28    | 1982 | Dead Kennedys                                            | "Halloween"                                                                              | 7", 12"    |
| 29    | 1982 | T.S.O.L.                                                 | Beneath the Shadows                                                                      | CS, LP     |
| 30    | 1982 | David Lynch & Alan Splet                                 | Eraserhead Original Soundtrack                                                           | LP         |
| 31    | 1982 | D.O.A.                                                   | Bloodied But Unbowed                                                                     | LP         |
| 32    | 1982 | Butthole Surfers                                         | Butthole Surfers                                                                         | EP         |
| 33    | 1982 | Tragic Mulatto                                           | Tragic Mulatto                                                                           | 7"         |
| 34    | 1982 | East Bay Ray                                             | "Trouble in Town"/"Poison Heart"                                                         | 7"         |
| 35    | 1982 | M.I.A.                                                   | Murder in a Foreign Place                                                                | LP         |
| 36    | 1985 | Klaus Flouride                                           | Cha Cha Cha With Mr. Flouride                                                            | LP         |
| 37    | 1984 | Tragic Mulatto                                           | Judo for the Blind                                                                       | LP         |
| 38    | 1984 | The Crucifucks                                           | The Crucifucks                                                                           | LP         |
| 39    | 1984 | Butthole Surfers                                         | Live PCPPEP                                                                              | EP         |
| 40    | 1984 | Part Time Christians                                     | Rock And Roll Is Disco                                                                   | EP         |
| 41    | 1984 | Toxic Reasons                                            | Kill By Remote Control                                                                   | LP         |
| 42    | 1984 | D.O.A.                                                   | Don't Turn Yer Back (On Desperate Times)                                                 | EP         |
| 43    | 1985 | The Dicks                                                | These People                                                                             | LP         |
| 44    | 1985 | D.O.A.                                                   | Let's Wreck the Party                                                                    | LP         |
| 45    | 1985 | Dead Kennedys                                            | Frankenchrist                                                                            | CD, CS, LP |
| 46    | 1985 | Amebix                                                   | Arise!                                                                                   | LP         |
| 47    | 1986 | Evan Johns & The H-Bombs                                 | Rollin' Through the Night                                                                | LP         |
| 48    | 1986 | False Prophets                                           | False Prophets                                                                           | LP         |
| 49    | 1986 | Grong Grong                                              | Grong Grong                                                                              | LP         |
| 50    | 1986 | Dead Kennedys                                            | Bedtime for Democracy                                                                    | CD, LP     |
| 51    | 1986 | Jungle Studs                                             | Jungle Studs                                                                             | LP         |
| 52    | 1986 | B.G.K.                                                   | Nothing Can Go Wrogn!                                                                    | LP         |
| 53    | 1987 | The Crucifucks                                           | Wisconsin                                                                                | LP         |
| 54    | 1986 | Looters                                                  | Looters                                                                                  | EP         |
| 55    | 1986 | Toxic Reasons                                            | Bullets for You                                                                          | LP         |
| 56    | 1987 | Nomeansno                                                | Sex Mad                                                                                  | CD, CS, LP |
| 57    | 1987 | Dead Kennedys                                            | Give Me Convenience or Give Me Death                                                     | CD, LP     |
| 58    | 1987 | False Prophets                                           | Implosion                                                                                | LP         |
| 59    | 1987 | Jello Biafra                                             | No More Cocoons                                                                          | CS, LP     |
| 60    | 1987 | Nomeansno                                                | "Dad"/"Revenge"                                                                          | 7"         |
| 61    | 1988 | Alice Donut                                              | Donut Comes Alive                                                                        | CD, CS, LP |
| 62    | 1988 | Nomeansno                                                | The Day Everything Became Nothing                                                        | EP         |
| 63    | 1988 | Nomeansno                                                | The Day Everything Became Isolated and Destroyed                                         | CD, CS     |
| 64    | 1988 | Stickdog                                                 | Human                                                                                    | LP         |
| 65    | 1988 | The Beatnigs                                             | The Beatnigs                                                                             | CD, CS, LP |
| 66    | 1989 | Jello Biafra                                             | High Priest of Harmful Matter: Tales from the Trial                                      | CS, LP     |
| 67    | 1988 | Klaus Flouride                                           | Because I Say So                                                                         | CS, LP     |
| 68    | 1988 | Compilação                                               | Oops! Wrong Stereotype                                                                   | CS, LP     |
| 69    | 1987 | Tragic Mulatto                                           | Locos por el Sexo                                                                        | LP         |
| 70    | 1990 | Christian Lunch                                          | Unreliable Sources                                                                       | CS, LP     |
| 71    | 1988 | The Beatnigs                                             | "Television"                                                                             | LP         |
| 72    | 1989 | Lard                                                     | The Power of Lard                                                                        | CD, CS, LP |
| 73    | 1989 | Alice Donut                                              | Bucketfulls of Sickness and Horror in an Otherwise Meaningless Life                      | CD, LP     |
| 74    | 1989 | Tragic Mulatto                                           | Hot Man Pussy                                                                            | LP         |
| 75    | 1989 | Compilação                                               | Terminal City Ricochet: Original Motion Picture Soundtrack                               | CD, CS, LP |
| 76    | 1989 | Klaus Flouride, Alice Donut & Tragic Mulatto             | "Eat Me Tender"                                                                          | 7"         |
| 77    | 1989 | Nomeansno                                                | Wrong                                                                                    | CD, CS, LP |
| 78    | 1989 | Jello Biafra & D.O.A.                                    | Last Scream of the Missing Neighbors                                                     | CD, CS, LP |
| 79    | 1990 | Doc Corbin Dart                                          | Patricia                                                                                 | LP         |
| 80    | 1990 | Tragic Mulatto                                           | Chartreuse Toulouse                                                                      | LP         |
| 81    | 1990 | Nomeansno                                                | The Power of Positive Thinking                                                           | EP         |
| 82    | 1990 | Alice Donut                                              | Mule                                                                                     | CD, CS, LP |
| 83    | 1990 | Alice Donut                                              | "My Boyfriend's Back" / "Demonologist"                                                   | 7"         |
| 84    | 1990 | Lard                                                     | The Last Temptation of Reid                                                              | CD, CS, LP |
| 85    | 1991 | Jello Biafra & Nomeansno                                 | The Sky Is Falling and I Want My Mommy                                                   | CD, CS, LP |
| 86    | 1991 | Nomeansno                                                | You Kill Me                                                                              | EP         |
| 87    | 1991 | Tumor Circus                                             | Tumor Circus                                                                             | CD, CS, LP |
| 88    | 1990 | Lard                                                     | "I Am Your Clock"                                                                        | 12"        |
| 89    | 1991 | Tumor Circus                                             | Take Me Back Or I'll Drown Our Dog                                                       | EP         |
| 90    | 1991 | Jello Biafra                                             | Die For Oil, Sucker                                                                      | 7"         |
| 91    | 1991 | Alice Donut                                              | Revenge fantasies of the impotent                                                        | CD, CS, LP |
| 92    | 1991 | Vágtázó Halottkémek                                      | A Világösztön Kiugrasztása                                                               | LP         |
| 93    | 1991 | Les Thugs                                                | "I.A.B.F."                                                                               | CD, CS, LP |
| 94    | 1991 | Jello Biafra                                             | I Blow Minds for a Living                                                                | CD, CS, LP |
| 95    | 1991 | Klaus Flouride                                           | The Light Is Flickering                                                                  | CD, LP     |
| 96    | 1991 | Vágtázó Halottkémek                                      | Galloping Coroners                                                                       | 7"         |
| 97    | 1991 | Nomeansno                                                | Live + Cuddly                                                                            | CD, CS, LP |
| 98    | 1991 | Nomeansno                                                | 0 + 2 = 1                                                                                | CD, CS, LP |
| 99    | 1991 | Hack                                                     | Rawhead                                                                                  | 7"         |
| 100   | 1992 | Compilação                                               | Virus 100                                                                                | CD, CS, LP |
| 101   | 1991 | Alice Donut                                              | The Ass Trilogy                                                                          | CD, LP     |
| 102   | 1992 | Tumor Circus                                             | "Meathook Up My Rectum"                                                                  | 7"         |
| 103   | 1991 | Skrapyard                                                | Sex Is Sex                                                                               | CD, LP     |
| 104   | 1992 | Skatenigs                                                | Loudspeaker                                                                              | CD, LP     |
| 105   | 1992 | Skatenigs                                                | Stupid People Shouldn't Breed                                                            | CD, LP     |
| 106   | 1992 | D.O.A.                                                   | The Dawning Of A New Error                                                               | CD, CS     |
| 107   | 1991 | White Trash Debutantes                                   | San Francisco                                                                            | 7"         |
| 108   | 1992 | Victims Family                                           | The Germ                                                                                 | CD, CS, LP |
| 109   | 1992 | Neurosis                                                 | Souls at Zero                                                                            | CD, CS, LP |
| 110   | 1992 | Vágtázó Halottkémek                                      | Hammering on the Gates of Nothingness                                                    | CD, CS, LP |
| 111   | 1994 | The Crucifucks                                           | Our Will Be Done                                                                         | CD         |
| 112   | 1992 | Compilação                                               | The Bat Is Back                                                                          | CD         |
| 113   | 1992 | Brujeria                                                 | ¡Machetazos!                                                                             | 7"         |
| 114   | 1992 | Alice Donut                                              | "Magdalene"                                                                              | 7", CD     |
| 115   | 1992 | Alice Donut                                              | The Untidy Suicides of Your Degenerate Children                                          | CD, CS, LP |
| 116   | 1992 | Hanson Brothers                                          | Gross Misconduct                                                                         | CD, CS, LP |
| 117   | 1992 | D.O.A.                                                   | 13 Flavours of Doom                                                                      | CD, CS, LP |
| 118   | 1993 | Grotus                                                   | Slow Motion Apocalypse                                                                   | CD, CS, LP |
| 119   | 1992 | Eugene Chadbourne & Evan Johns                           | Terror Has Some Strange Kinfolk                                                          | CD, CS, LP |
| 120   | 1993 | D.O.A.                                                   | It's Not Unusual... But It Sure Is Ugly!                                                 | 7", CD     |
| 121   | 1993 | Alice Donut                                              | Magdalene                                                                                | 7", CD     |
| 122   | 1993 | Brutal Juice                                             | I Love the Way They Scream When They Die                                                 | CD, CS     |
| 123   | 1993 | Nomeansno                                                | Why Do They Call Me Mr. Happy?                                                           | CD, CS, LP |
| 124   | 1994 | Chill E. B.                                              | Born Suspicious                                                                          | CD, CS, LP |
| 125   | 1993 | Eugene Chadbourne & Evan Johns                           | "Achey Rakey Heart"                                                                      | 7"         |
| 126   | 1993 | Porch                                                    | "Expectorant"/"Iceberg"                                                                  | 7"         |
| 127   | 1993 | Zeni Geva                                                | "Disgraceland"                                                                           | 7"         |
| 128   | 1993 | Grotus                                                   | Luddite                                                                                  | EP         |
| 129   | 1993 | Victims Family                                           | "Maybe If I..."                                                                          | 7"         |
| 130   | 1993 | D.O.A.                                                   | Loggerheads                                                                              | 7"         |
| 131   | 1993 | D.O.A.                                                   | "The Only Thing Green"                                                                   | 7"         |
| 132   |      |                                                          |                                                                                          |            |
| 133   | 1993 | D.O.A.                                                   | Disco Sucks                                                                              | EP         |
| 134   | 1993 | Neurosis                                                 | Enemy of the Sun                                                                         | CD, CS, LP |
| 135   | 1993 | Zeni Geva                                                | Desire for Agony                                                                         | CD, CS, LP |
| 136   | 1993 | Jello Biafra & Mojo Nixon                                | "Will The Fetus Be Aborted?"                                                             | 7", CD     |
| 137   | 1994 | Jello Biafra & Mojo Nixon                                | Prairie Home Invasion                                                                    | CD, CS, LP |
| 138   | 1994 | Victims Family                                           | Headache Remedy                                                                          | CD, CS, LP |
| 139   |      |                                                          |                                                                                          |            |
| 140   | 1980 | D.O.A.                                                   | Headache Remedy                                                                          | CD, CS, LP |
| 141   | 1994 | Los Gusanos                                              | I'd Love To Save The World                                                               | 7", CD     |
| 142   | 1994 | Brujeria                                                 | "El Patrón"                                                                              | 7"         |
| 143   | 1994 | Alice Donut                                              | Dry Humping the Cash Cow (Live at CBGB)                                                  | 7"         |
| 144   | 1994 | Kepone                                                   | "295"                                                                                    | 7"         |
| 145   | 1994 | Compilação                                               | The Bat Bites Back                                                                       | CD         |
| 146   | 1994 | Neurosis                                                 | Pain of Mind                                                                             | CD, CS, LP |
| 147   | 1994 | Compilação                                               | The Futility of a Well Ordered Life                                                      | CD         |
| 148   | 1994 | Grotus                                                   | The Opiate of the Masses                                                                 | EP         |
| 149   | 1994 | Alice Donut                                              | Video Monstrosity                                                                        | VHS        |
| 150   | 1994 | Jello Biafra                                             | Beyond the Valley of the Gift Police                                                     | CD, CS, LP |
| 151   | 1994 | Dog Faced Hermans                                        | Those Deep Buds                                                                          | CD, CS, LP |
| 152   | 1994 | God Bullies                                              | Kill the King                                                                            | CD, CS, LP |
| 153   | 1994 | Sibling Rivalry                                          | In a Family Way                                                                          | 7", CD     |
| 154   | 1994 | Alice Donut                                              | "Nadine"                                                                                 | 7", CD     |
| 155   | 1995 | Radiopuhelimet                                           | "Hygiene"                                                                                | 7"         |
| 156   | 1995 | Tribe 8                                                  | Fist City                                                                                | CD, CS, LP |
| 157   | 1995 | Brutal Juice                                             | I Love the Way They Scream When They Die                                                 | CD         |
| 158   | 1995 | Ultra Bide                                               | "Ultra Bode"                                                                             | 7"         |
| 159   | 1995 | Dog Faced Hermans                                        | Bump and Swing                                                                           | CD, LP     |
| 160   | 1995 | Hissanol                                                 | 4th and Back                                                                             | CD, LP     |
| 161   | 1995 | D.O.A./Red Tide                                          | Ken Jensen Memorial Single                                                               | EP         |
| 162   | 1995 | Victims Family                                           | 4 Great Thrash Songs                                                                     | CD, LP     |
| 163   | 1995 | Alice Donut                                              | Pure Acid Park                                                                           | CD, LP     |
| 164   | 1995 | Wesley Willis                                            | Greatest Hits                                                                            | CD, LP     |
| 165   | 1995 | D.H. Peligro                                             | Peligro                                                                                  | CD, LP     |
| 166   | 1995 | Michael Gira                                             | Drainland                                                                                | CD         |
| 167   | 1995 | Jarboe                                                   | Sacrificial Cake                                                                         | CD         |
| 168   | 1995 | DUH                                                      | The Unholy Handjob                                                                       | CD, LP     |
| 169   | 1995 | Ultra Bide                                               | God Is God, Puke Is Puke                                                                 | CD, LP     |
| 170   | 1995 | Zeni Geva                                                | Freedom Bondage                                                                          | CD, LP     |
| 171   | 1995 | Nomeansno                                                | The Worldhood of the World (As Such)                                                     | CD, CS, LP |
| 172   | 1995 | Compilação                                               | Attack of the Tentacles                                                                  | CD         |
| 173   | 1995 | Tribe 8                                                  | Roadkill Cafe                                                                            | 7", CD     |
| 174   | 1995 | Life After Life                                          | "Harrahya" / "Doors"                                                                     | 7"         |
| 175   | 1995 | Facepuller                                               | Unauthorized Volume Dealers                                                              | CD, LP     |
| 176   | 1996 | Pachinko                                                 | "El Diablo En Señorita"                                                                  | 7"         |
| 177   | 1996 | Saturn's Flea Collar                                     | Stretch to Activate                                                                      | EP         |
| 178   | 1996 | Molotov Cocktail                                         | Jerks in Progress                                                                        | EP         |
| 179   | 1996 | Buzzkill                                                 | Meat Is Dinner                                                                           | EP         |
| 180   | 1996 | Compilação                                               | The Day the Needles Stood Still                                                          | CD         |
| 181   | 1996 | Tribe 8                                                  | Snarkism                                                                                 | CD, LP     |
| 182   | 1994 | Compilação                                               | The Futility of a Well Ordered Life                                                      | CD         |
| 183   | 1996 | Lolita No.18/Droop                                       | Summer Time Blues                                                                        | EP         |
| 184   | 1996 | Nomeansno                                                | Would We Be Alive?                                                                       | EP         |
| 185   | 1996 | Saturn's Flea Collar                                     | Monosyllabic                                                                             | CD, LP     |
| 186   | 1996 | The Crucifucks                                           | L.D. Eye                                                                                 | CD, LP     |
| 187   | 1996 | The Fixtures                                             | Devil's Playground                                                                       | CD, CS, LP |
| 188   | 1996 | Buzzkill                                                 | Up                                                                                       | CD, LP     |
| 189   | 1996 | Thrall                                                   | Chemical Wedding                                                                         | CD LP      |
| 190   | 1996 | Pachinko                                                 | Behind the Green Pachinko                                                                | CD, LP     |
| 191   | 1997 | Dead and Gone                                            | God Loves Everyone But You                                                               | CD, CS, LP |
| 192   | 1997 | Life After Life                                          | Just Trip                                                                                | CD, LP     |
| 193   |      | Evil Mothers                                             | Spider Sex and Car Wrecks                                                                | CD, CS, LP |
| 194   |      | Leech Woman                                              | 33°                                                                                      | CD         |
| 195   | 1997 | Zen Guerrilla                                            | Invisible Liftee Pad/Gap-Tooth Clown                                                     | CD, LP     |
| 196   |      | Compilação                                               | Requiem for a Junkie                                                                     | CD         |
| 197   | 1997 | Half Japanese                                            | Bone Head                                                                                | CD, LP     |
| 198   | 1997 | Zen Guerrilla                                            | "Trouble Shake" / "Change Gonna Come"                                                    | 7"         |
| 199   | 1997 | Lard                                                     | Pure Chewing Satisfaction                                                                | CD, CS, LP |
| 200   | 1997 | Dicks                                                    | 1980-1986                                                                                | CD         |
| 201   | 1998 | Jello Biafra                                             | If Evolution Is Outlawed, Only Outlaws Will Evolve                                       | CD, CS, LP |
| 202   |      |                                                          |                                                                                          |            |
| 203   | 1997 | Logical Nonsense                                         | Expand the Hive                                                                          | CD, LP     |
| 204   |      | Compilação                                               | Maximum Avant Cruelty!                                                                   | EP         |
| 205   | 1996 | Judi Bari                                                | Who Bombed Judi Bari?                                                                    | CD, CS, LP |
| 206   | 1996 | Mumia Abu-Jamal/Man Is the Bastard                       | Mumia Abu-Jamal Spoken Word With Music By Man Is the Bastard                             | CD, LP     |
| 207   | 1996 | Nomeansno                                                | Would We Be Alive?                                                                       | EP         |
| 208   | 1997 | Lost Goat                                                | "Golem" / "October"                                                                      | 7"         |
| 209   | 1997 | Compilação                                               | The Virus That Would Not Die!                                                            | CD         |
| 210   | 1998 | Hissanol                                                 | The Making of Him                                                                        | CD, LP     |
| 211   | 1998 | Zen Guerrilla                                            | Positronic Raygun                                                                        | CD, LP     |
| 212   | 1998 | Tribe 8                                                  | Role Models for Amerika                                                                  | CD, LP     |
| 213   | 1998 | Ultra Bide                                               | Super Milk                                                                               | CD, LP     |
| 214   | 1998 | Logical Nonsense                                         | Soul Pollution                                                                           | CD, LP     |
| 215   | 1998 | Nomeansno                                                | Dance of the Headless Bourgeoisie                                                        | CD, LP     |
| 216   | 1998 | Saint James Infirmary                                    | Own Device                                                                               | 7"         |
| 217   | 1998 | The Fartz                                                | Because This Fuckin' World Stinks...                                                     | EP         |
| 218   | 1999 | B.G.K.                                                   | A Dutch Feast... The Complete Works of Balthasar Gerards Kommando                        | CD, LP     |
| 219   | 1998 | Hellworms                                                | Crowd Repellent                                                                          | CD, LP     |
| 220   | 1997 | Ratos De Porão                                           | Carniceria Tropical                                                                      | CD, LP     |
| 221   | 1998 | Mumia Abu-Jamal                                          | All Things Censored: Volume 1                                                            | CD, LP     |
| 222   | 1998 | Noam Chomsky                                             | Pure Chewing Satisfaction                                                                | CD         |
| 223   | 1999 | Queen Bee                                                | "Fine" / "Smitten"                                                                       | 7"         |
| 224   | 1999 | Howard Zinn                                              | A People's History Of The United States                                                  | CD         |
| 225   | 1999 | Los Infernos                                             | "The Outlaw" / "Beer Run"                                                                | 7"         |
| 226   | 1999 | Me First and the Gimme Gimmes                            | In Your Barcalounger                                                                     | 7"         |
| 227   | 1999 | Wesley Willis                                            | Greatest Hits Vol. 2                                                                     | CD, LP     |
| 228   | 1999 | Jad Fair and Jason Willett                               | Enjoyable Songs                                                                          | CD, LP     |
| 229   | 1999 | Bastard Noise/Pain Jerk                                  | Imminent Economic Collapse                                                               | 7"         |
| 230   | 1999 | Pachinko                                                 | Splendor In The Ass II: Electric Boogaloo                                                | CD, LP     |
| 231   | 1999 | The Causey Way                                           | Wonders of Giardia                                                                       | CD, LP     |
| 232   | 1999 | Creeps on Candy                                          | Creeps on Candy                                                                          | 7"         |
| 233   | 1999 | Buzzkill                                                 | House of Bad Touch                                                                       | CD, LP     |
| 234   | 1999 | Angela Davis                                             | The Prison Industrial Complex                                                            | CD         |
| 235   | 2000 | Lard                                                     | 70's Rock Must Die                                                                       | CD, LP     |
| 236   | 2001 | Noam Chomsky                                             | Free Market Fantasies: Capitalism in the Real World                                      | CD         |
| 237   | 1995 | Black Kali Ma                                            | You Ride the Pony (I'll Be the Bunny)                                                    | CD, LP     |
| 238   | 1999 | Pitchshifter                                             | Un-United Kingdom                                                                        | EP         |
| 239   | 2000 | SNFU                                                     | The Ping Pong                                                                            | EP         |
| 240   | 2000 | Los Infernos                                             | Rock and Roll Nightmare                                                                  | CD, LP     |
| 241   | 2000 | Howard Zinn                                              | Heroes And Martyrs: Emma Goldman, Sacco & Vanzetti, and the Revolutionary Struggle       | CD         |
| 242   | 2000 | Noam Chomsky                                             | Case Studies In Hypocrisy: US Human Rights Policy                                        | CD         |
| 243   | 2000 | Amebix                                                   | Arise!                                                                                   | CD, LP     |
| 244   | 1995 | False Prophets                                           | Blind Roaches And Fat Vultures: Phantasmagoric Beasts of the Reagan Era                  | CD         |
| 245   | 2000 | Half Japanese                                            | Hello                                                                                    | CD, LP     |
| 246   | 2001 | The Causey Way                                           | Causey Vs. Everything                                                                    | CD, LP     |
| 247   | 2000 | Slim Cessna's Auto Club                                  | Always Say Please and Thank You                                                          | CD, LP     |
| 248   | 2000 | Nomeansno                                                | One                                                                                      | CD, LP     |
| 249   | 2001 | Ratos de Porão                                           | Sistemados Pelo Crucifa                                                                  | CD, LP     |
| 250   | 2001 | The No WTO Combo                                         | The No WTO Combo                                                                         | CD, LP     |
| 251   | 2001 | Wesley Willis                                            | Rush Hour                                                                                | CD, LP     |
| 252   | 2001 | Compilação                                               | The Ecstasy of the Agony                                                                 | CD         |
| 253   | 2001 | The Ex                                                   | 1936, The Spanish Revolution                                                             | EP         |
| 254   | 2001 | Compilação                                               | Less Rock More Talk                                                                      | CD, LP     |
| 255   | 2001 | Howard Zinn                                              | Stories Hollywood Never Tells                                                            | CD         |
| 256   | 2000 | Jello Biafra                                             | Emergency Election Special - The Green Wedge                                             | 7"         |
| 257   | 2001 | Iowaska                                                  | Vine of Souls                                                                            | CD, LP     |
| 258   | 2001 | M.I.A.                                                   | Lost Boys                                                                                | CD, LP     |
| 259   | 2001 | The Pattern                                              | Wet Circuit City                                                                         | 7"         |
| 260   | 2000 | Jello Biafra                                             | Become the Media                                                                         | CD, LP     |
| 261   | 2001 | Mumia Abu-Jamal                                          | 175 Progress Drive                                                                       | CD         |
| 262   | 2001 | The Fartz                                                | Whats In a Name...?                                                                      | CD, LP     |
| 263   | 2001 | The Phantom Limbs                                        | Applied Ignorance                                                                        | CD, LP     |
| 264   | 2001 | Fleshies                                                 | Kill the Dreamer's Dream                                                                 | CD, LP     |
| 265   | 2001 | Ratos de Porão                                           | Guerra Civil Canibal                                                                     | EP         |
| 266   | 2001 | Victims Family                                           | Apocalicious                                                                             | CD, LP     |
| 267   | 2001 | The Flaming Stars                                        | "One Lonely Night" / "Days Like This"                                                    | 7"         |
| 268   | 2001 | The Flaming Stars                                        | Ginmill Perfume                                                                          | CD, LP     |
| 269   | 2001 | Slim Cessna's Auto Club                                  | Slim Cessna's Auto Club                                                                  | CD, LP     |
| 270   | 2001 | Fleshies/Victims Family                                  | "Gonna Have to Pass"/"Calling Dr. Schlessinger"                                          | 7"         |
| 271   | 2001 | Noam Chomsky                                             | An American Addiction: Drugs, Guerillas, Counterinsurgency - US Intervention In Colombia | CD         |
| 272   | 2001 | Compilação                                               | Monkeywrenching The New World Order                                                      | CD         |
| 273   | 2002 | Strobe Talbot                                            | 20 Pop Songs                                                                             | CD         |
| 274   | 2002 | Teenage Fanclub & Jad Fair                               | Words of Wisdom and Hope                                                                 | CD, LP     |
| 275   | 2002 | Jonathan Jackson, Jr. & Rhonda Ramiro                    | Prisons on Fire: George Jackson, Attica & Black Liberation                               | CD         |
| 276   | 2002 | Jello Biafra                                             | The Big Ka-Boom, Pt. 1                                                                   | CD, LP     |
| 277   | 2002 | Compilação                                               | Apocalypse Always                                                                        | CD         |
| 278   | 2002 | Teenage Fanclub & Jad Fair                               | "Always in My Heart"/"Let's Celebrate"                                                   | 7"         |
| 279   | 2002 | The Fartz                                                | Injustice (15 Working Class Songs)                                                       | CD, LP     |
| 280   | 2002 | Ward Churchill                                           | In a Pig's Eye: Reflections on the Police State, Repression and Native America           | CD         |
| 281   | 2002 | Free Beer                                                | The Only Beer That Matters                                                               | CD, LP     |
| 282   | 2002 | Los Olvidados                                            | Listen To This!!!                                                                        | CD, LP     |
| 283   | 2002 | Drunk Injuns                                             | From Where the Sun Now Stands I Will Fight No More, Forever                              | CD, LP     |
| 284   | 2002 | Alexander Cockburn                                       | Beating The Devil: The Incendiary Rants of Alexander Cockburn                            | CD, LP     |
| 285   | 2002 | Compilação                                               | Mob Action Against The State: Collected Speeches From the Bay Area Anarchist Book Fair   | CD         |
| 286   | 2002 | The Flaming Stars                                        | Sunset & Void                                                                            | CD         |
| 287   | 2002 | Articles of Faith                                        | Complete Vol. 1 1981-1983                                                                | CD         |
| 288   | 2002 | Articles of Faith                                        | Complete Vol. 2 1983-1985                                                                | CD         |
| 289   | 2002 | Darryl Cherney & The Chernobles                          | "Bush It!"/"Send George Bush A Pretzel"                                                  | 7"         |
| 290   | 2002 | Jello Biafra                                             | Machine Gun in the Clown's Hand                                                          | CD, LP     |
| 291   | 2002 | Ratos de Porão                                           | Onisciente coletivo                                                                      | CD, LP     |
| 292   | 2003 | Howard Zinn                                              | Artists in a Time of War                                                                 | CD         |
| 293   | 2002 | Noam Chomsky                                             | The New War on Terrorism: Fact and Fiction                                               | CD         |
| 294   | 2003 | JFA                                                      | We Know You Suck                                                                         | CD         |
| 295   | 2003 | Christian Parenti                                        | Taking Liberties (Prisons, Policing and Surveillance in an Age of Crisis)                | CD         |
| 296   | 2001 | Jim Hightower                                            | The People Are Revolting! (In the Very Best Sense of the World)                          | CD         |
| 297   | 2003 | Fleshies                                                 | The Sicilian                                                                             | CD         |
| 298   | 2003 | Ward Churchill                                           | Pacifism and Pathology in the American Left                                              | CD         |
| 299   | 2003 | Articles of Faith/Vic Bondi                              | Fortunate Son                                                                            | EP         |
| 300   | 2003 | Jello Biafra Com The Melvins                             | Never Breathe What You Can't See                                                         | CD, LP     |
| 301   | 2003 | Comets on Fire                                           | Comets on Fire                                                                           | CD         |
| 302   | 2003 | Deadweight                                               | Stroking the Moon                                                                        | CD         |
| 303   | 2003 | Arundhati Roy with Howard Zinn                           | Come September: In Conversation with Howard Zinn                                         | CD         |
| 304   | 2003 | Pansy Division                                           | Total Entertainment!                                                                     | CD         |
| 305   | 2003 | The Phantom Limbs                                        | Displacement                                                                             | CD, LP     |
| 306   | 2003 | Harold Ray                                               | Live in Concert                                                                          | CD, LP     |
| 307   | 2003 | Noam Chomsky                                             | The Emerging Framework of World Power                                                    | CD         |
| 308   | 2003 | Thrall                                                   | Lifer                                                                                    | CD         |
| 309   | 2003 | Wesley Willis & The Dragnews                             | Greatest Hits Volume 3                                                                   | CD         |
| 310   | 2003 | Articles of Faith                                        | Chile: Promise of Freedom                                                                | CD         |
| 311   | 2004 | The Evaporators                                          | Ripple Rock                                                                              | LP         |
| 312   | 2004 | Greg Palast                                              | Weapon of Mass Instruction                                                               | CD         |
| 313   | 2004 | EX-Girl                                                  | Endangered Species                                                                       | CD, LP     |
| 314   |      |                                                          |                                                                                          |            |
| 315   | 2004 | The Mentally Ill                                         | 1983-1987                                                                                | CD         |
| 316   | 2004 | Burning Image                                            | Never Breathe What You Can't See                                                         | CD, LP     |
| 317   | 2004 | Slim Cessna's Auto Club                                  | The Bloudy Tenent Truth & Peace                                                          | CD, LP     |
| 318   | 2004 | The Sermon                                               | Volume                                                                                   | CD, LP     |
| 319   | 2004 | Zolar X                                                  | Timeless                                                                                 | CD, LP     |
| 320   | 2004 | Leftöver Crack                                           | Fuck World Trade                                                                         | CD, LP     |
| 321   | 2004 | Ludicra                                                  | Another Great Love Song                                                                  | CD, LP     |
| 322   | 2004 | Howard Zinn                                              | The People's History Project: Volume One                                                 | CD         |
| 323   | 2004 | The Flaming Stars                                        | Named and Shamed                                                                         | CD         |
| 324   | 2004 | Munly & The Lee Lewis Harlots                            | Munly & The Lee Lewis Harlots                                                            | CD         |
| 325   | 2004 | The Bellrays                                             | The Red, White & Black                                                                   | CD, LP     |
| 326   | 2005 | The Freak Accident                                       | The Freak Accident                                                                       | CD         |
| 327   | 2005 | The Yuppie Pricks                                        | Brokers Banquet                                                                          | CD         |
| 328   | 2005 | Pilot Scott Tracy                                        | Any City                                                                                 | CD         |
| 329   | 2005 | Dash Rip Rock                                            | Recyclone                                                                                | CD         |
| 330   | 2005 | Buzzov•en                                                | Welcome to Violence                                                                      | CD         |
| 331   | 2005 | Blowfly                                                  | Fahrenheit 69                                                                            | CD, LP     |
| 332   | 2005 | Robert F. Williams                                       | Self-Defense, Self-Respect & Self-Determination                                          | CD         |
| 333   | 2005 | Norman Finkelstein                                       | An Issue Of Justice: Origins of the Israel/Palestine Conflict                            | CD         |
| 334   | 2005 | Ani Kyd                                                  | Evil Needs Candy Too                                                                     | CD         |
| 335   | 2005 | Nøb Dylan and His Nøbsøletes                             | Positively 12 Stiff Dylans!                                                              | CD         |
| 336   | 2005 | Melvins + Lustmord                                       | Pigs of the Roman Empire                                                                 | LP         |
| 337   | 2005 | Melvins                                                  | Mangled Demos from 1983                                                                  | CD, LP     |
| 338   | 2005 | Nausea                                                   | The Punk Terrorist Anthology Vol. 2                                                      | CD         |
| 339   | 2005 | Skarp                                                    | Requiem                                                                                  | CD, LP     |
| 340   | 2005 | Turn Me on Dead Man                                      | God Bless the Electric Freak                                                             | CD, LP     |
| 341   | 2005 | Report Suspicious Activity                               | Report Suspicious Activity                                                               | CD         |
| 342   | 2005 | F-Minus                                                  | Won't Bleed Me/Failed Society                                                            | CD, LP     |
| 343   | 2006 | Pansy Division                                           | The Essential Pansy Division                                                             | CD         |
| 344   | 2006 | Akimbo                                                   | Forging Steel and Laying Stone                                                           | CD, LP     |
| 245   |      |                                                          |                                                                                          |            |
| 346   | 2006 | 16 Horsepower                                            | Hoarse                                                                                   | CD         |
| 347   | 2005 | Tarantella                                               | Esqueletos                                                                               | CD         |
| 348   | 2005 | Nausea                                                   | The Punk Terrorist Anthology Vol. 1                                                      | CD         |
| 349   | 2006 | Nardwuar                                                 | Doot Doola Doot Doo... Doot Doo!                                                         | DVD        |
| 350   | 2005 | Jello Biafra Com The Melvins                             | Sieg Howdy!                                                                              | CD, LP     |
| 351   | 2006 | Michael Parenti                                          | Rulers of the Planet                                                                     | DVD        |
| 352   | 2006 | Knights of the New Crusade                               | A Challenge to the Cowards of Christendom                                                | CD, LP     |
| 353   | 2006 | I Object                                                 | Teaching Revenge                                                                         | CD, LP     |
| 354   | 2006 | Disaster Strikes                                         | Liberty Toast                                                                            | CD         |
| 355   | 2006 | 16 Horsepower                                            | Live                                                                                     | DVD        |
| 356   | 2006 | Pilot Scott Tracy                                        | We Cut Loose!                                                                            | CD         |
| 357   | 2006 | BlöödHag                                                 | Hell Bent for Letters                                                                    | CD, LP     |
| 358   | 2006 | Fish Karma                                               | The Theory of Intelligent Design                                                         | CD         |
| 359   |      |                                                          |                                                                                          |            |
| 360   | 2006 | Compilação                                               | Stay Sick in '06                                                                         | CD         |
| 361   | 2006 | Fleshies                                                 | Scrape the Walls                                                                         | CD, LP     |
| 362   | 2005 | Turn Me on Dead Man                                      | Technicolour Mother                                                                      | CD         |
| 363   | 2006 | Ratos de Porão                                           | Homem Inimigo Do Homem                                                                   | CD         |
| 364   | 2006 | Ludicra                                                  | Fex Urbis Lex Orbis                                                                      | CD, LP     |
| 365   | 2006 | The Heads                                                | Under the Stress of a Headlong Dive                                                      | CD         |
| 366   | 2006 | Subhumans                                                | New Dark Age Parade                                                                      | CD, LP     |
| 367   | 2006 | Blowfly                                                  | Punk Rock Party                                                                          | CD, LP     |
| 368   | 2006 | Robert Fisk                                              | War, Journalism, And The Middle East                                                     | CD         |
| 369   | 2007 | Akimbo                                                   | Harshing Your Mellow                                                                     | CD         |
| 370   | 2006 | Jello Biafra                                             | In the Grip of Official Treason                                                          | CD         |
| 371   |      |                                                          |                                                                                          |            |
| 372   | 2007 | Dash Rip Rock                                            | Hee Haw Hell                                                                             | CD         |
| 373   | 2007 | Leftöver Crack/Citizen Fish                              | Deadline                                                                                 | LP         |
| 374   | 2007 | The (International) Noise Conspiracy                     | Live at Oslo Jazz Festival                                                               | CD         |
| 375   | 2007 | Compilação                                               | Sonic Terror Surge 2007                                                                  | CD         |
| 376   | 2007 | Greg Palast                                              | Live From the Armed Madhouse                                                             | CD         |
| 377   | 2007 | The Eat                                                  | It's Not the Eat, It's the Humidity                                                      | CD, LP     |
| 378   | 2007 | Akimbo                                                   | Navigating the Bronze                                                                    | CD, LP     |
| 379   | 2007 | Zolar X                                                  | X Marks the Spot                                                                         | CD, LP     |
| 380   | 2008 | Triclops!                                                | Out of Africa                                                                            | CD, LP     |
| 381   | 2007 | Jack Curran                                              | 924 Gilman St.: Let's Talk About Tact & Timing                                           | DVD        |
| 382   | 2008 | Amebix                                                   | No Sanctuary: The Spiderleg Recordings                                                   | CD, LP     |
| 383   | 2008 | Slim Cessna's Auto Club                                  | Cipher                                                                                   | CD, LP     |
| 384   | 2008 | 16 Horsepower                                            | Live March 2001                                                                          | CD         |
| 385   | 2008 | Blatz/Filth                                              | Shit Split                                                                               | CD         |
| 386   | 2008 | Jucifer                                                  | L'Autrichienne                                                                           | LP         |
| 387   | 2008 | The Woodbox Gang                                         | Drunk as Dragons                                                                         | CD         |
| 388   | 2008 | Grady                                                    | Y. U. So Shady?                                                                          | CD, LP     |
| 389   | 2008 | Report Suspicious Activity                               | Destroy All Evidence                                                                     | CD         |
| 390   | 2008 | Jello Biafra                                             | "Jezebel"/"Speed Demon"                                                                  | 7"         |
| 391   | 2008 | Subhumans                                                | Death Was Too Kind                                                                       | CD, LP     |
| 392   | 2008 | The Phantom Limbs                                        | Accept The Juice/Whole Loto Love                                                         | CD/DVD     |
| 393   | 2008 | Disaster Strikes                                         | The Interrogation Sessions                                                               | EP         |
| 394   | 2009 | Jello Biafra e Pansy Division                            | Average Men                                                                              | 7"         |
| 395   | 2009 | Pansy Division                                           | That's So Gay                                                                            | CD         |
| 396   | 2007 | Pansy Division                                           | Life in a Gay Rock Band                                                                  | DVD        |
| 397   | 2009 | Cross Stitched Eyes                                      | Coranach                                                                                 | CD/LP      |
| 398   | 2009 | Witch Hunt                                               | Burning Bridges to Nowhere                                                               | CD, LP     |
| 399   | 2009 | Th' Inbred                                               | Legacy of Fertility                                                                      | CD         |
| 400   | 2015 | Jello Biafra and The Raunch and Soul All-Stars           | Walk on Jindal's Splinters                                                               | CD, LP     |
| 401   | 2009 | Th' Inbred                                               | Legacy Of Fertility Volume 1: Kissin' Cousins                                            | LP         |
| 402   | 2009 | Th' Inbred                                               | Legacy Of Fertility Volume 2: Kissin' Cousins                                            | LP         |
| 403   | 2009 | Burning Image                                            | Fantasma                                                                                 | CD         |
| 404   | 2010 | Subhumans                                                | Same Thoughts Different Day                                                              | CD, LP     |
| 405   | 2009 | Turn Me on Dead Man                                      | Sunshine Suicide                                                                         | CD         |
| 406   | 2009 | 16 Horsepower                                            | Secret South                                                                             | CD, LP     |
| 407   | 2010 | Zale Dalen                                               | Terminal City Ricochet                                                                   | DVD        |
| 408   | 2010 | Compilação                                               | Widower                                                                                  | CD/DVD     |
| 409   | 2009 | Alice Donut                                              | Ten Glorious Animals                                                                     | CD, LP     |
| 410   | 2009 | Star Fucking Hipsters                                    | Never Rest in Peace                                                                      | CD, LP     |
| 411   | 2009 | Jello Biafra and the Guantanamo School of Medicine       | The Audacity of Hype                                                                     | CD, LP     |
| 412   | 2010 | Triclops!                                                | Helpers On The Other Side                                                                | CD, LP     |
| 413   | 2010 | Slim Cessna's Auto Club                                  | Buried Behind the Barn                                                                   | EP         |
| 414   | 2010 | Jucifer                                                  | Throned in Blood                                                                         | LP         |
| 415   | 2010 | Git Some                                                 | Loose Control                                                                            | CD, LP     |
| 416   | 2010 | Akimbo                                                   | Jersey Shores                                                                            | LP         |
| 417   | 2010 | Slim Cessna's Auto Club                                  | Jesus Let Me Down                                                                        | LP         |
| 418   | 2010 | Dash Rip Rock                                            | Call Of The Wild                                                                         | CD         |
| 419   | 2010 | Fish Karma                                               | Halloween in America                                                                     | CD         |
| 420   | 2010 | Knights of the New Crusade                               | Knight Vision -- Hymns For The Invisible Church                                          | LP         |
| 421   | 2010 | Munly & The Lupercalians                                 | Petr & The Wulf                                                                          | CD, LP     |
| 422   | 2010 | Articles of Faith                                        | New Normal Catastrophe                                                                   | EP         |
| 423   | 2012 | Pins of Light                                            | II                                                                                       | CD, LP     |
| 424   | 2011 | Citizen Fish                                             | Goods                                                                                    | CD, LP     |
| 425   | 2011 | Slim Cessna's Auto Club                                  | Unentitled                                                                               | CD, LP     |
| 426   | 2011 | Noam Chomsky                                             | The Noam Chomsky Box                                                                     | CD         |
| 427   | 2011 | Fuel Injected .45                                        | Past Demo-ns                                                                             | CD         |
| 428   | 2011 | Compilação                                               | Ranters, Reformers & Raconteurs Volume 1                                                 | CD         |
| 429   | 2011 | Compilação                                               | Ranters, Reformers & Raconteurs Volume 2                                                 | CD         |
| 430   | 2011 | Jello Biafra and the Guantanamo School of Medicine       | Enhanced Methods of Questioning                                                          | EP         |
| 431   | 2011 | Compilação                                               | Black Power & Liberation Struggles                                                       | CD         |
| 432   | 2011 | Voivod                                                   | To the Death!...                                                                         | CD, LP     |
| 433   |      |                                                          |                                                                                          |            |
| 434   | 2011 | Hard-Ons with Neil Hamburger                             | Never Rest in Peace                                                                      | 7"         |
| 435   | 2012 | Cross Stitched Eyes                                      | Decomposition                                                                            | CD, LP     |
| 436   | 2012 | Unsane                                                   | Wreck                                                                                    | CD, LP     |
| 437   | 2012 | The Dicks                                                | Kill from the Heart                                                                      | CD, LP     |
| 438   | 2012 | The Dicks                                                | These People                                                                             | CD, LP     |
| 439   | 2012 | Alice Donut                                              | Freaks in Love                                                                           | CD         |
| 440   | 2012 | Git Some                                                 | Git Some                                                                                 | 7"         |
| 441   | 2012 | Dead Ending                                              | Dead Ending                                                                              | EP         |
| 442   | 2012 | The Dicks                                                | Peace?                                                                                   | 7"         |
| 443   | 2012 | Kylesa                                                   | To Walk a Middle Course                                                                  | LP         |
| 444   | 2012 | Kylesa                                                   | Time Will Fuse Its Worth                                                                 | LP         |
| 445   | 2012 | Victims Family                                           | Have a Nice Day                                                                          | 7"         |
| 446   | 2012 | Jello Biafra and the Guantanamo School of Medicine       | Shock-U-Py!                                                                              | EP         |
| 447   | 2012 | Fish Karma                                               | Lethal Fairy Tales                                                                       | DI         |
| 448   | 2012 | Dead Ending                                              | DE II                                                                                    | EP         |
| 449   | 2012 | Dash Rip Rock                                            | Black Liquor                                                                             | CD         |
| 450   | 2013 | Jello Biafra and the Guantanamo School of Medicine       | White People and the Damage Done                                                         | CD, DI, LP |
| 451   | 2013 | Akimbo                                                   | Live to Crush                                                                            | DI, LP     |
| 452   | 2013 | Death Hymn Number 9                                      | 3rd Degree Moon Burns                                                                    | DI, LP     |
| 453   | 2013 | Turn Me on Dead Man                                      | We Are The Star People                                                                   | DI, LP     |
| 454   | 2015 | Really Red                                               | Teaching You the Fear                                                                    | DI, LP     |
| 455   | 2015 | Really Red                                               | Rest in Pain                                                                             | DI, LP     |
| 456   | 2015 | Really Red                                               | New Strings for Old Puppets                                                              | DI, LP     |
| 457   | 2015 | Really Red                                               | Teaching You The Fear: The Complete Collection 1979-1985                                 | CD, DI     |
| 458   | 2013 | Ultra Bide                                               | DNA vs DNA-c                                                                             | CD, DI, LP |
| 459   | 2013 | Frantix                                                  | My Dad's a Fuckin' Alcoholic                                                             | CD, DI, LP |
| 460   | 2013 | The Dot Wiggin Band                                      | Ready! Get! Go!                                                                          | CD, DI, LP |
| 461   | 2013 | Jucifer                                                  | За Волгой для нас земли нет                                                              | DI, LP     |
| 462   | 2014 | Peace Creep                                              | Peace Creep                                                                              | EP         |
| 463   | 2014 | Ani Kyd                                                  | En·tan·gle                                                                               | EP         |
| 464   | 2014 | Ratos de Porão                                           | Século Sinistro                                                                          | CD, DI, LP |
| 465   | 2014 | ArnoCorps                                                | Two More!                                                                                | 7"         |
| 466   | 2014 | ArnoCorps                                                | The Greatest Band of All Time                                                            | CD, DI     |
| 467   | 2014 | Itchy-O                                                  | Burn the Navigator                                                                       | CD, DI, LP |
| 468   | 2014 | Stanley Boucher                                          | Watcher in Black and Other Poems                                                         | Book       |
| 469   | 2015 | Really Red                                               | Too Political                                                                            | DI         |
| 470   | 2014 | The World/Inferno Friendship Society                     | This Packed Funeral                                                                      | CD, DI, LP |
| 471   | 2015 | Mischief Brew                                            | This Is Not for Children                                                                 | CD, DI, LP |
| 472   | 2015 | Jucifer                                                  | District of Dystopia                                                                     | DI, LP     |
| 473   | 2016 | Dead Ending                                              | "Class War"/"Ivanka Wants Her Orange Back"                                               | 7"         |
| 474   | 2018 | The Darts                                                | "Subsonic Dream"/"Bullet"                                                                | 7"         |
| 475   | 2015 | Jello Biafra and the New Orleans Raunch & Soul All Stars | "Fannie Mae"/"Just a Little Bit"                                                         | 7"         |
| 476   | 2015 | Legendary Shack Shakers                                  | The Southern Surreal                                                                     | CD, DI, LP |
| 477   | 2019 | The Silver Machine                                       | Standing on the Bare Ground                                                              | DI, LP     |
| 478   | 2016 | Feral Ohms                                               | "I Fall"/"Sweetbreads"                                                                   | 7"         |
| 479   | 2016 | Métal Urbain                                             | "Panik"/"Lady Coca Cola"                                                                 | 7"         |
| 480   | 2016 | Culture Shock                                            | Attention Span                                                                           | CD, DI, LP |
| 481   | 2016 | Evan Johns                                               | Panoramic Life                                                                           | DI         |
| 482   | 2016 | Evan Johns                                               | Somewhere Over the Skyline                                                               | DI         |
| 483   | 2016 | Pansy Division                                           | Quite Contrary                                                                           | CD, LP, DI |
| 484   | 2016 | Pansy Division                                           | "Blame the Bible"                                                                        | 7", DI     |
| 485   | 2017 | Disaster Strikes                                         | In the Age of Corporate Personhood                                                       | CD, LP, DI |
| 486   |      |                                                          |                                                                                          |            |
| 487   |      |                                                          |                                                                                          |            |
| 488   |      |                                                          |                                                                                          |            |
| 489   | 2017 | ArnoCorps                                                | The Ballsy                                                                               | EP         |
| 490   | 2017 | ArnoCorps                                                | The Fantastic                                                                            | EP         |
| 491   | 2017 | ArnoCorps                                                | The Unbelievable                                                                         | CD, LP, DI |
| 492   | 2017 | Itchy-O                                                  | From the Overflowing                                                                     | CD, DI, LP |
| 493   | 2017 | Pachinko                                                 | State Your Grievances                                                                    | DI         |
| 494   | 2017 | Dead Ending                                              | Shoot the Messenger                                                                      | DI, LP     |
| 495   | 2018 | Fish Karma/The DeRailleurs                               | Time To Say Goodbye                                                                      | DI         |
| 496   | 2019 | Dead Ending                                              | "(It's Not) What You Believe"/"Painkiller"                                               | 7", DI     |
| 497   | 2019 | EX-Girl                                                  | "The Crown of Dr. Keroninstein"                                                          | 7"         |
| 498   | 2019 | The Darts                                                | I Like You But Not Like That                                                             | CD, DI, LP |
| 499   | 2019 | ArnoCorps                                                | Welcome to the Gym!                                                                      | 7", DI     |
| 500   |      |                                                          |                                                                                          |            |
| 501   | 2019 | Tsunami Bomb                                             | The Spine That Binds                                                                     | CD, LP, DI |
| 502   | 2020 | The World/Inferno Friendship Society                     | All Borders Are Porous to Cats                                                           | CD, LP, DI |